# Dolichopus idahoensis
Dolichopus idahoensis är en tvåvingeart som först beskrevs av Aldrich 1894.  Dolichopus idahoensis ingår i släktet Dolichopus och familjen styltflugor. Inga underarter finns listade i Catalogue of Life.